# Austropallene lukini
Austropallene lukini är en havsspindelart som beskrevs av Turpaeva, E.P. 2002. Austropallene lukini ingår i släktet Austropallene och familjen Callipallenidae. Inga underarter finns listade.